# Upplands runinskrifter 42
Upplands runinskrifter 42 är en vikingatida runsten i Troxhammar, Skå socken och Ekerö kommun. Runstenen är av granit, 2,2 meter hög och 1 meter bred. Runhöjden är 5-6 centimeter.

## Inskriften
Translitterering av runraden:
kiulakr × lit × raisa istai[n] × iftir × kuih sua[un] sin × (k)u-an ×
Normalisering till runsvenska:
Kiulakʀ let ræisa stæin æftiʀ Kvig, sun(?) sinn go[ð]an.
Översättning till nusvenska:
Kjulak lät resa stenen efter Kvig, sin gode son.
Namnet Kiula[kʀ] finns även på Sö 339.